# Mario Vargas
Pour les articles homonymes, voir Vargas.
 (février 2023).
La mise en forme du texte ne suit pas les recommandations de Wikipédia : il faut le « wikifier ».
Les points d'amélioration suivants sont les cas les plus fréquents. Le détail des points à revoir est peut-être précisé sur la page de discussion.
- Les titres sont pré-formatés par le logiciel. Ils ne sont ni en capitales, ni en gras.
- Le texte ne doit pas être écrit en capitales (les noms de famille non plus), ni en gras, ni en italique, ni en « petit »…
- Le gras n'est utilisé que pour surligner le titre de l'article dans l'introduction, une seule fois.
- L'italique est rarement utilisé : mots en langue étrangère, titres d'œuvres, noms de bateaux, etc.
- Les citations ne sont pas en italique mais en corps de texte normal. Elles sont entourées par des guillemets français : « et ».
- Les listes à puces sont à éviter, des paragraphes rédigés étant largement préférés. Les tableaux sont à réserver à la présentation de données structurées (résultats, etc.).
- Les appels de note de bas de page (petits chiffres en exposant, introduits par l'outil «  Source ») sont à placer entre la fin de phrase et le point final[comme ça].
- Les liens internes (vers d'autres articles de Wikipédia) sont à choisir avec parcimonie. Créez des liens vers des articles approfondissant le sujet. Les termes génériques sans rapport avec le sujet sont à éviter, ainsi que les répétitions de liens vers un même terme.
- Les liens externes sont à placer uniquement dans une section « Liens externes », à la fin de l'article. Ces liens sont à choisir avec parcimonie suivant les règles définies. Si un lien sert de source à l'article, son insertion dans le texte est à faire par les notes de bas de page.
- La présentation des références doit suivre les conventions bibliographiques. Il est recommandé d'utiliser les modèles {{Ouvrage}}, {{Chapitre}}, {{Article}}, {{Lien web}} et/ou {{Bibliographie}}. Le mode d'édition visuel peut mettre en forme automatiquement les références.
- Insérer une infobox (cadre d'informations à droite) n'est pas obligatoire pour parachever la mise en page.

Pour une aide détaillée, merci de consulter Aide:Wikification.
Si vous pensez que ces points ont été résolus, vous pouvez retirer ce bandeau et améliorer la mise en forme d'un autre article.
 (mars 2010).
Mario Vargas, né le 1er décembre 1928 à Sucre (Bolivie) et mort le 20 juillet 2017 à La Verrière (Yvelines), est un artiste peintre bolivien.

## Biographie
Mario Eloy Vargas Cardenas est né le 1er décembre 1928 à Sucre (Bolivie). Sa mère meurt quand il est âgé de 14 ans. Elle est présente dans la quasi-totalité de ses peintures sous la forme de la « Pachamama », c'est-à-dire la « Terre-Mère » dans la cosmogonie andine.
Passionné par le dessin où il excelle[non neutre] depuis l'enfance, Mario Vargas intègre l'Académie des Beaux Arts de Sucre en 1943. En 1945, son maître, le peintre lituanien Rimsa, impressionné par son travail écrit de lui dans le journal « La Razon » : « Si je ne me trompe pas le jeune Vargas sera à la peinture bolivienne ce que Dostoïevski est à la littérature russe, à la fois très profond et très humain ».
En 1949, Mario Vargas donne une première exposition à La Paz puis à Rio de Janeiro : pour cet homme de la montagne qui a toujours connu la luminosité transparente et glacée des hauts plateaux et la très grande réserve de sa race, c’est un coup de foudre. Toute cette exubérance, de la nature comme des hommes, le fascine[pertinence contestée].
En 1950, il entreprend de remonter l'Amazone à partir de Bellem jusqu’à sa source dans des conditions périlleuses, un voyage qui se termine au Pérou par une exposition à Lima. L'année suivante, il retourne au Brésil où il expose à Sao Paulo et Rio de Janeiro.
En 1952, Retour à La Paz. Exposition.
En 1953, au salon annuel de La Paz, il obtient le premier prix.
En 1954, de nouveau à La Paz il reçoit la médaille d’or et d’argent de la peinture révolutionnaire.
En 1955, il est nommé à l'École des Beaux Arts de La Paz et expose à Cuzco, au Pérou. En 1959, il reçoit le premier prix d’aquarelle à La Paz. Mais son grand désir maintenant est de connaître l'Europe et il le voit se réaliser grâce à une bourse qui lui offre l’Institut Culturel Hispanique de Madrid. En 1960, il intègre l'Académie San-Fernando de Madrid où il étudie pendant deux ans la restauration des tableaux anciens et toutes les techniques de la peinture indispensables, à son avis, pour former solidement un peintre.
En 1961, il concourt à la faculté de philosophie et de lettre de Madrid où il obtient le premier prix de peinture.
En 1962, il prend son bâton de pèlerin et voyage à travers l'Europe où la peinture de Rembrandt et de Van Gogh qu’il n’avait jamais connue qu’à travers des reproductions l’influenceront pour toujours.
Il s'installe définitivement en France. Il continue à travailler mais est dans l'impossibilité d'exposer pendant douze ans.
En 1974, bien qu’il soit entouré de nombreux amis, le découragement le guette. Mais son ami le maire de Maisons-Laffitte, le docteur Pierre Duprés, l’oblige à présenter ses œuvres dans un des salons de la municipalité : c’est le succès… renouvelée trois années de suite et qui va lui permettre d’exposer enfin en galeries.
1975 : Exposition à la Galerie Hemery à Paris

1976 : Exposition à la Galerie Dauphine de Saint-Germain-en-Laye.

1979 : Exposition à la Galerie Katia Granoff, place Beauvau, Paris. Le succès de son exposition lui vaudra d’y être exposé depuis en permanence.

Il est nommé, par le maire de Bougival, professeur de peinture de l’atelier de cette ville.
Entre 1980 et 2010, Mario Vargas organise des expositions à Paris, à Toulouse, à Moissac, à Beaune, à Agen, à Clermont-Ferrand, à Villefranche-sur-Mer, à Châteauneuf-du-Pape, à Vaux-de-Cernay, à Bougival, à Saint-Denis de la Réunion, à Fort-de-France, à Monaco, à Rio de Janeiro (Brésil), à Djeddah et Riyad (Arabie Saoudite), à La Paz, à Francfort (Allemagne), à Miami (Floride, États-Unis) et à Genève et Genolier (Suisse).
Du 12 mars au 17 avril 2010, une exposition personnelle de Mario Vargas est tenue à la Galerie Graal à Clermont-Ferrand.
Le 20 juillet 2017, Mario Vargas décède des suites d'une longue maladie dans la maison de repos où il réside à La Verrière. Il dessine jusqu'aux derniers moments de sa vie.

### Vie privée
À partir de 1962, Mario Vargas est en couple avec une Française, mère de quatre enfants. Chargé d'une famille nombreuse, il éprouve des difficultés économiques. Il a un fils, Martin, né en 1970.